# Dialetti sabini
Il dialetto sabino è un gruppo dialettale dell'Italia centrale, appartenente ai dialetti italiani mediani.

## Suddivisione
Esso può essere diviso in tre sottogruppi dialettali fondamentali:
- Aquilano-cicolo-reatino, nell'antico contado amiternino, cioè a nord e ad ovest della città dell'Aquila, essa inclusa, salvo la frazione di Assergi, che però linguisticamente parte da Accumoli; nel reatino, comprende la valle del Velino, con i centri di Amatrice, Antrodoco, Cittaducale, fino ad inoltrarsi, con alcune variazioni, in tutta la provincia di Rieti ed in minima parte di quella di Terni;
- Carseolano (o sublacense), attorno a Carsoli fra la Marsica e la Valle dell'Aniene, Roviano, Vicovaro, Castel Madama (Lazio);
- Tagliacozzano, limitato a Tagliacozzo e alle località del suo circondario (Castellafiume, Scurcola Marsicana, Massa d’Albe, Magliano de’ Marsi) ed esteso fino alle frazioni periferiche di Avezzano ovvero San Pelino, Antrosano e Cese

## Caratteristiche
Tratto qualificante di questo gruppo dialettale è la conservazione delle vocali finali atone. In particolare nel dominio aquilano-cicolano-reatino, area tradizionalmente conservativa, viene tuttora mantenuta la distinzione fra -o ed -u finali, a seconda dell'originaria matrice latina: ad esempio all'Aquila si ha cavaju per "cavallo" (latino caballus), ma scrio per "io scrivo" (latino scribo). Ad occidente del suddetto dominio si estendono le parlate dei Piani Palentini, con centri di irradiazione quali Carsoli e Tagliacozzo, la cui punta più a sud, a contatto con l'area abruzzese della Marsica, è San Pelino, frazione di Avezzano: a ridosso dell'area laziale, queste parlate sono caratterizzate dalla confluenza delle vocali originali latine -u ed -o nell'unico esito -o (cavajo, fijo), ma come il sabino possiedono il medesimo sistema vocalico, fonetico e morfologico.

### Metafonia (metafonesi sabina)
Nel dominio reatino-aquilano-carseolano-tagliacozzano, attestatosi su un vocalismo a quattro gradi, in cui -u finale si continua o si è conguagliata in -o, la metafonesi è determinata dalle vocali finali -u ed -i: ad esempio all'Aquila si ha paése, ma al plurale paìsi, mòrta ma al maschile mórtu, apèrta ma apértu, róscia ma rúsciu, éssa ma issu e così via. 